# Jungle (Alok, The Chainsmokers & Mae Stephens)
Jungle is een nummer van de Braziliaanse dj Alok, het Amerikaanse dj-duo The Chainsmokers en de Britse zangeres Mae Stephens uit 2023. Het is de zevende single van Summertime Friends, het vijfde studioalbum van The Chainsmokers.
"Jungle" portretteert de emotionele onrust en kwetsbaarheid die de liedverteller ervaart in een relatie. De beat in het nummer doet denken aan de eurodance uit de jaren '90. Het nummer werd enkel in Nederland en België een hit. In de Nederlandse Top 40 bereikte het nummer de 14e positie, terwijl het in de Vlaamse Ultratop 50 op de 17e positie terechtkwam.

## Tracklijst
Muziekdownload
1. "Jungle" - 2:55